# Alan Do Marcolino
Alan Do Marcolino, né le 19 mars 2002 à Libreville (Gabon), est un footballeur international gabonais qui évolue au poste d'attaquant au Lusitânia FC.

## Biographie

### Famille
Alan Do Marcolino naît le 19 mars 2002 à Libreville, capitale du Gabon, dans la province de l'Estuaire, dans une famille de footballeurs : son père, Fabrice Do Marcolino, est un ancien joueur, aujourd'hui détecteur de jeunes pour l'AJ Auxerre, son oncle, Arsène Do Marcolino, fut un défenseur international gabonais, et son frère cadet, Henrick, est actuellement au centre de formation du Stade rennais FC, tout comme son cousin, Jonathan Do Marcolino, international français U16.

### Carrière en club
Il commence le football à six ans au Foyer Espérance de Trélazé avant de rejoindre l'US Laval lorsque son père quitte la ville d'Angers pour Laval. Il est ensuite préformé au Stade lavallois, où il remporte la Coupe nationale U13 à Capbreton, puis en 2017 il rejoint le Stade rennais FC et son centre de formation.
En trois ans, il inscrit 45 buts en 66 matches, entre les catégories U17 et U18, dont il est le capitaine. En juin 2020, il signe un contrat stagiaire pro de deux ans. Durant la saison 2021-2022, il fait partie de l'équipe championne du groupe Bretagne de National 3 avec laquelle il marque cinq buts à partir de janvier 2022. Il signe son premier contrat professionnel avec le Stade rennais FC, d'une durée de trois ans, le 28 avril 2022,.
Le 1er février 2023, il dispute son premier match en Ligue 1 face à RC Strasbourg.
Le 6 juillet 2023, Alan Do Marcolino prolonge son contrat avec le Stade rennais FC jusqu'en 2026,. Deux semaine après sa prolongation, il est prêté à l'US Quevilly, club évoluant en Ligue 2, pour une saison sans option d'achat,. Après avoir effectué la pré-saison avec le Stade rennais FC, fin septembre il est prêté à l'US Orléans qui évolue en national pour la saison 2024-2025,.
Lors de l'été 2025, en contacts avancés avec le FC Dordrecht, le transfert a été annulé en raison d’un problème administratif, puis à l'essai à l'US Concarneau, c'est finalement au club portugais du Lusitânia FC qu'il signe pour 3 ans,,.

### En sélection nationale
À la suite de sa bonne saison 2021-2022, Alan Do Marcolino est appelé pour la première fois pour l'équipe du Gabon par le sélectionneur Patrice Neveu. Le 4 juin 2022, il honore sa première sélection avec le Gabon en entrant en jeu face à la République démocratique du Congo (victoire 1-0). Il marque son premier but en sélection en novembre 2022. Il délivre sa première passe décisive face au Soudan en mars 2023.

## Statistiques

### En club
| Saison                | Club                  | Championnat           | Championnat | Championnat | Championnat | Coupe(s) nationale(s) | Coupe(s) nationale(s) | Coupe(s) nationale(s) | Compétition(s) continentale(s) | Compétition(s) continentale(s) | Compétition(s) continentale(s) | Compétition(s) continentale(s) | Total | Total | Total |
| Saison                | Club                  | Division              | M.          | B.          | P.d.        | M.                    | B.                    | P.d.                  | Comp.                          | M.                             | B.                             | P.d.                           | M.    | B.    | P.d.  |
| 2022-2023             | Stade rennais FC      | Ligue 1               | 3           | 0           | 0           | 0                     | 0                     | 0                     | C3                             | 0                              | 0                              | 0                              | 3     | 0     | 0     |
| 2023-2024             | US Quevilly           | Ligue 2               | 18          | 0           | 0           | 2                     | 1                     | 0                     | -                              | -                              | -                              | -                              | 20    | 1     | 0     |
| 2024-2025             | US Orléans            | National              | 19          | 2           | 0           | 3                     | 1                     | 0                     | -                              | -                              | -                              | -                              | 22    | 3     | 0     |
| 2025-2026             | Lusitânia FC          | Liga Portugal 2       | 0           | 0           | 0           | 0                     | 0                     | 0                     | -                              | -                              | -                              | -                              | 0     | 0     | 0     |
| Total sur la carrière | Total sur la carrière | Total sur la carrière | 40          | 2           | 0           | 5                     | 2                     | 0                     | -                              | 0                              | 0                              | 0                              | 45    | 4     | 0     |

### En sélection
| Années                | Sélection             | Phases finales        | Phases finales | Phases finales | Phases finales | Éliminatoires | Éliminatoires | Éliminatoires | Éliminatoires | Amicaux | Amicaux | Amicaux | Total | Total | Total |
| Années                | Sélection             | Comp.                 | M.             | B.             | P.d.           | Comp.         | M.            | B.            | P.d.          | M.      | B.      | P.d.    | M.    | B.    | P.d.  |
| --------------------- | --------------------- | --------------------- | -------------- | -------------- | -------------- | ------------- | ------------- | ------------- | ------------- | ------- | ------- | ------- | ----- | ----- | ----- |
| 2022                  | Gabon                 | Coupe du Monde 2022   | -              | -              | -              | CAN 2023      | 1             | 0             | 0             | 1       | 0       | 0       | 2     | 0     | 0     |
| 2023                  | Gabon                 | -                     | -              | -              | -              | CAN 2023      | 3             | 0             | 1             | -       | -       | -       | 3     | 0     | 1     |
| 2023                  | Gabon                 | -                     | -              | -              | -              | CDM 2026      | 0             | 0             | 0             | -       | -       | -       | 3     | 0     | 1     |
| 2024                  | Gabon                 | Coupe d'Afrique 2023  | -              | -              | -              | CDM 2026      | -             | -             | -             | -       | -       | -       | 1     | 0     | 0     |
| 2024                  | Gabon                 | Coupe d'Afrique 2023  | -              | -              | -              | CAN 2025      | 1             | 0             | 0             | -       | -       | -       | 1     | 0     | 0     |
| Total sur la carrière | Total sur la carrière | Total sur la carrière | 0              | 0              | 0              | -             | 5             | 0             | 1             | 1       | 0       | 0       | 6     | 0     | 1     |

Le tableau suivant liste les rencontres de l'équipe du Gabon dans lesquelles Alan Do Marcolino a été sélectionné depuis le 4 juin 2022 jusqu'à présent :

## Palmarès

### En club
Championnat de France National 3 (1)
- Champion : 2022[18].